# Велембуси
Велембуси је насеље у општини Бар у Црној Гори. Према попису из 2003. било је 884 становника (према попису из 1991. било је 635 становника).

## Демографија
У насељу Велембуси живи 630 пунолетних становника, а просечна старост становништва износи 34,9 година (34,7 код мушкараца и 35,1 код жена). У насељу има 229 домаћинстава, а просечан број чланова по домаћинству је 3,80.
Становништво у овом насељу веома је хетерогено, а у последња три пописа, примећен је пораст у броју становника.
|  |

| Демографија | Демографија | Демографија |
| Година      | Становника  | Становника  |
| ----------- | ----------- | ----------- |
|             |             |             |
|             |             |             |
|             |             |             |
|             |             |             |
| 1948.       | 85          |             |
| 1953.       | 89          |             |
| 1961.       | 117         |             |
| 1971.       | 115         |             |
| 1981.       | 81          |             |
| 1991.       | 635         | 605         |
| 2003.       | 926         | 884         |
|             |             |             |
|             |             |             |

| Етнички састав према попису из 2003.‍ | Етнички састав према попису из 2003.‍ | Етнички састав према попису из 2003.‍ | Етнички састав према попису из 2003.‍ | Етнички састав према попису из 2003.‍ |
| ------------------------------------ | ------------------------------------ | ------------------------------------ | ------------------------------------ | ------------------------------------ |
|                                      |                                      |                                      |                                      |                                      |
| Црногорци                            | Црногорци                            |                                      | 424                                  | 47,96%                               |
| Срби                                 | Срби                                 |                                      | 207                                  | 23,41%                               |
| Муслимани                            | Муслимани                            |                                      | 160                                  | 18,09%                               |
| Албанци                              | Албанци                              |                                      | 27                                   | 3,05%                                |
| Бошњаци                              | Бошњаци                              |                                      | 12                                   | 1,35%                                |
| Југословени                          | Југословени                          |                                      | 5                                    | 0,56%                                |
| Македонци                            | Македонци                            |                                      | 4                                    | 0,45%                                |
| Хрвати                               | Хрвати                               |                                      | 2                                    | 0,22%                                |
| Словенци                             | Словенци                             |                                      | 1                                    | 0,11%                                |
| Руси                                 | Руси                                 |                                      | 1                                    | 0,11%                                |
| Мађари                               | Мађари                               |                                      | 1                                    | 0,11%                                |
| непознато                            | непознато                            |                                      | 15                                   | 1,69%                                |

| \| \| м \| \| \| ж \| \| ? \| 2 \| \| \| 1 \| \| 80+ \| 3 \| \| \| 9 \| \| 75—79 \| 12 \| \| \| 10 \| \| 70—74 \| 15 \| \| \| 15 \| \| 65—69 \| 17 \| \| \| 17 \| \| 60—64 \| 20 \| \| \| 21 \| \| 55—59 \| 13 \| \| \| 20 \| \| 50—54 \| 27 \| \| \| 25 \| \| 45—49 \| 32 \| \| \| 33 \| \| 40—44 \| 33 \| \| \| 35 \| \| 35—39 \| 35 \| \| \| 39 \| \| 30—34 \| 21 \| \| \| 35 \| \| 25—29 \| 29 \| \| \| 27 \| \| 20—24 \| 31 \| \| \| 30 \| \| 15—19 \| 24 \| \| \| 37 \| \| 10—14 \| 40 \| \| \| 42 \| \| 5—9 \| 45 \| \| \| 33 \| \| 0—4 \| 24 \| \| \| 32 \| \| Просек : \| 35 \| \| \| 9 \| |    |  |  |    |
| |    |  |  |    |
| | м  |  |  | ж  |
| ? | 2  |  |  | 1  |
| 80+ | 3  |  |  | 9  |
| 75—79 | 12 |  |  | 10 |
| 70—74 | 15 |  |  | 15 |
| 65—69 | 17 |  |  | 17 |
| 60—64 | 20 |  |  | 21 |
| 55—59 | 13 |  |  | 20 |
| 50—54 | 27 |  |  | 25 |
| 45—49 | 32 |  |  | 33 |
| 40—44 | 33 |  |  | 35 |
| 35—39 | 35 |  |  | 39 |
| 30—34 | 21 |  |  | 35 |
| 25—29 | 29 |  |  | 27 |
| 20—24 | 31 |  |  | 30 |
| 15—19 | 24 |  |  | 37 |
| 10—14 | 40 |  |  | 42 |
| 5—9 | 45 |  |  | 33 |
| 0—4 | 24 |  |  | 32 |
| Просек : | 35 |  |  | 9  |

| Број домаћинстава према пописима из периода 1948—2003. | Број домаћинстава према пописима из периода 1948—2003. | Број домаћинстава према пописима из периода 1948—2003. | Број домаћинстава према пописима из периода 1948—2003. | Број домаћинстава према пописима из периода 1948—2003. | Број домаћинстава према пописима из периода 1948—2003. | Број домаћинстава према пописима из периода 1948—2003. | Број домаћинстава према пописима из периода 1948—2003. |
| Година пописа                                          | 1948.                                                  | 1953.                                                  | 1961.                                                  | 1971.                                                  | 1981.                                                  | 1991.                                                  | 2003.                                                  |
| ------------------------------------------------------ | ------------------------------------------------------ | ------------------------------------------------------ | ------------------------------------------------------ | ------------------------------------------------------ | ------------------------------------------------------ | ------------------------------------------------------ | ------------------------------------------------------ |
| Број домаћинстава                                      | 19                                                     | 24                                                     | 26                                                     | 25                                                     | 18                                                     | 166                                                    | 236                                                    |

| Број домаћинстава по броју чланова према попису из 2003. | Број домаћинстава по броју чланова према попису из 2003. | Број домаћинстава по броју чланова према попису из 2003. | Број домаћинстава по броју чланова према попису из 2003. | Број домаћинстава по броју чланова према попису из 2003. | Број домаћинстава по броју чланова према попису из 2003. | Број домаћинстава по броју чланова према попису из 2003. | Број домаћинстава по броју чланова према попису из 2003. | Број домаћинстава по броју чланова према попису из 2003. | Број домаћинстава по броју чланова према попису из 2003. | Број домаћинстава по броју чланова према попису из 2003. | Број домаћинстава по броју чланова према попису из 2003. |
| Број чланова                                             | 1                                                        | 2                                                        | 3                                                        | 4                                                        | 5                                                        | 6                                                        | 7                                                        | 8                                                        | 9                                                        | 10 и више                                                | Просек                                                   |
| -------------------------------------------------------- | -------------------------------------------------------- | -------------------------------------------------------- | -------------------------------------------------------- | -------------------------------------------------------- | -------------------------------------------------------- | -------------------------------------------------------- | -------------------------------------------------------- | -------------------------------------------------------- | -------------------------------------------------------- | -------------------------------------------------------- | -------------------------------------------------------- |
| Број домаћинстава                                        | 229                                                      | 23                                                       | 31                                                       | 40                                                       | 61                                                       | 45                                                       | 15                                                       | 9                                                        | 3                                                        | 1                                                        | 1                                                        |

| Пол    | Укупно | Неожењен/Неудата | Ожењен/Удата | Удовац/Удовица | Разведен/Разведена | Непознато |
| ------ | ------ | ---------------- | ------------ | -------------- | ------------------ | --------- |
| Мушки  | 314    | 85               | 209          | 10             | 8                  | 2         |
| Женски | 354    | 83               | 209          | 43             | 10                 | 9         |
| УКУПНО | 668    | 168              | 418          | 53             | 18                 | 11        |

| Пол    | Укупно                    | Пољопривреда, лов и шумарство | Рибарство                            | Вађење руде и камена | Прерађивачка индустрија       |
| ------ | ------------------------- | ----------------------------- | ------------------------------------ | -------------------- | ----------------------------- |
| Мушки  | 142                       | 1                             | 0                                    | 2                    | 5                             |
| Женски | 112                       | 0                             | 0                                    | 0                    | 8                             |
| Укупно | 254                       | 1                             | 0                                    | 2                    | 13                            |
|        |                           |                               |                                      |                      |                               |
| Пол    | Производња и снабдевање   | Грађевинарство                | Трговина                             | Хотели и ресторани   | Саобраћај, складиштење и везе |
| Мушки  | 5                         | 8                             | 23                                   | 9                    | 56                            |
| Женски | 1                         | 5                             | 28                                   | 6                    | 17                            |
| Укупно | 6                         | 13                            | 51                                   | 15                   | 73                            |
|        |                           |                               |                                      |                      |                               |
| Пол    | Финансијско посредовање   | Некретнине                    | Државна управа и одбрана             | Образовање           | Здравствени и социјални рад   |
| Мушки  | 0                         | 1                             | 10                                   | 1                    | 5                             |
| Женски | 0                         | 1                             | 8                                    | 10                   | 8                             |
| Укупно | 0                         | 2                             | 18                                   | 11                   | 13                            |
|        |                           |                               |                                      |                      |                               |
| Пол    | Остале услужне активности | Приватна домаћинства          | Екстериторијалне организације и тела | Непознато            | Непознато                     |
| Мушки  | 12                        | 0                             | 0                                    | 4                    | 4                             |
| Женски | 18                        | 0                             | 0                                    | 2                    | 2                             |
| Укупно | 30                        | 0                             | 0                                    | 6                    | 6                             |